# ウースター (オハイオ州)
ウースター（Wooster [ˈwʊstər]、ウスターとも表記）は、アメリカ合衆国オハイオ州北東部に位置する都市。クリーブランドの南南西約90kmに位置する。ウースター大学の大学町であり、またオハイオ州立大学が農業技術学校（ATI）およびオハイオ農業研究開発センター（OARDC）を置いている。人口は26,119人（2010年国勢調査）。ウースターに郡庁を置くウェイン郡1郡のみで成る小都市圏は114,520人（2010年国勢調査）の人口を抱えている。

## 歴史
ウースターは1808年、ジョン・ビーバー、ウィリアム・ヘンリー、およびジョセフ・ラーウィルの3人の入植者によって創設された。ウースターという町の名は独立戦争の英雄デイビッド・ウースターを讃えてつけられた。その後1811年にウェイン郡の郡庁がウースターに置かれ、1817年10月13日にウースターが町として正式に法人化された。1818年には、ウースターに最初のウェイン郡地方裁判所庁舎が建てられた。なお、現在の庁舎は1878年に建てられたものである。
初期の入植者はメリーランド州、バージニア州、ニュージャージー州、およびニューイングランド諸州から流入してきた。また、ペンシルベニア・ダッチの入植者も大量に流入した。初期にウェイン郡や南隣のホームズ郡に入植し、コミュニティを形成したアーミッシュは、この地の農業の発展に大きく貢献した。
1866年、長老派教会がこの地にウースター大学を創立した。ウースター大学は創立当初から、女子や非白人の学生にも平等な高等教育の機会を与えていた。同学はその4年後、1870年に開校し、4人の女子学生を含む34人の新入生が入学した。加えて1892年には、オハイオ州立大学の起源であるオハイオ農工大学からの伝統を受け継ぐ、オハイオ農業研究開発センターの前身であるオハイオ農業実験所がウースターに移設された。
1880-90年代に入ると、ウースターは周辺の農家が必要とするものを生産するための工業が発展した。1890年時点でのウースターにおける最大の雇用主はアンダーウッド・ウィップ・カンパニーで、当時人口5,901人のこの町で、64人を雇用していた。その他には、ウースターでは家具、革製品、小麦粉、動物のエサ、ライ・ウイスキー、御影石、機械、馬車などが生産されていた。20世紀に入っても、ウースターは地元農家にとって重要な交易の中心地であり続けた。

## 地理
ウースターは北緯40度48分33秒 西経81度56分14秒 / 北緯40.80917度 西経81.93722度に位置している。オハイオ州北東部、マンスフィールドとカントンのほぼ中間に位置し、いずれからも約50kmである。州北東部の中心都市であるクリーブランドからは南南西へ約90km、州都コロンバスからは北東へ約145kmである。
アメリカ合衆国国勢調査局によると、ウースター市は総面積42.37km2（16.36mi2）である。そのうち42.24km2（16.31mi2）が陸地で0.13km2（0.05mi2）が水域である。総面積の0.31%が水域となっている。市の標高は304mである。
地質学的には、この地の基岩は頁岩のカヤホガ層の上に、礫岩・砂岩・シルト岩のローガン層が覆いかぶさっている。カヤホガ層・ローガン層はともに石炭紀前半（ミシシッピ紀）に形成された層で、化石に富んでいる。

### 気候
ウースターの気候は四季がはっきりしており、特に冬の寒さが厳しく、エリー湖岸ほどではないものの降雪も見られる、大陸性の気候である。最も暑い7月の平均気温は約22℃、最高気温の平均は約28℃で、日中32℃を超えることは平年で月に1-2日程度である。最も寒い1月の平均気温は氷点下3℃、最低気温の平均は氷点下7℃で、月のほとんどの日は気温が氷点下に下がる。降水量は1年を通じてほぼ平均しており、月間60-110mm程度であるが、冬季の2月はやや少なく、月間50mm弱である。年間降水量は950mm程度である。また、冬季の12月から3月にかけての月間降雪量は13-21cm、年間降雪量は81cmに達する。ケッペンの気候区分では、ウースターは計算上はかろうじて温暖湿潤気候（Cfa）の条件を満たすものの、通例では中西部の大部分に分布する亜寒帯湿潤気候（Dfa）に含められる。
|               | 1月  | 2月  | 3月  | 4月  | 5月  | 6月  | 7月   | 8月  | 9月  | 10月 | 11月 | 12月 | 年    |
| ------------- | ---- | ---- | ---- | ---- | ---- | ---- | ----- | ---- | ---- | ---- | ---- | ---- | ----- |
| 平均気温（℃） | -2.9 | -1.6 | 3.3  | 9.7  | 15.3 | 20.2 | 22.1  | 20.8 | 17.0 | 10.9 | 5.3  | -0.5 | 10.0  |
| 降水量（mm）  | 58.4 | 48.3 | 71.1 | 83.8 | 94.0 | 96.5 | 109.2 | 86.4 | 86.4 | 71.1 | 81.3 | 66.0 | 952.5 |
| 降雪量（cm）  | 21.1 | 17.8 | 13.2 | 4.6  | 0.3  | -    | -     | -    | -    | 0.8  | 7.1  | 16.5 | 81.4  |

### 都市概観
ウースターの街路は市中心部では比較的整然と区画されているものの、周縁部では入り組んでいる。東西に通る通りはマーケット・ストリートを境に東（E）と西（W）に、また南北に通る通りはリバティ・ストリートを境に南（S）と北（N）に、それぞれ分かれている。

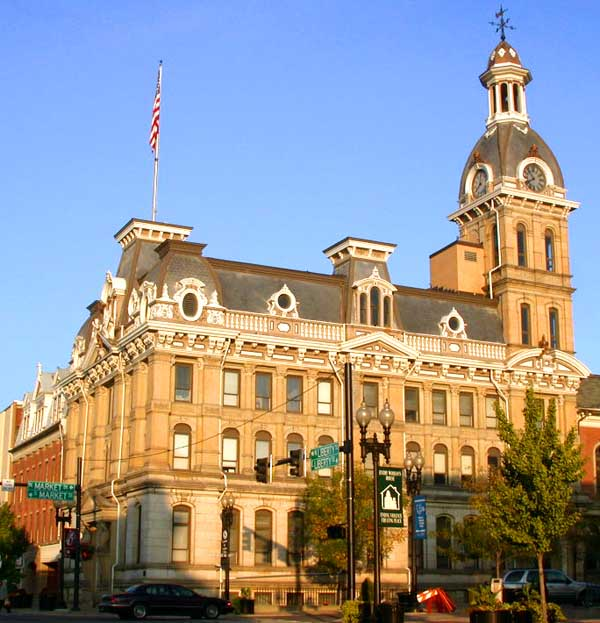
ウェイン郡地方裁判所

マーケット・ストリートとリバティ・ストリートの北西角にはウェイン郡地方裁判所が建っている。第二帝政期建築様式のこの庁舎を中心とした地区は、ウェイン郡地方裁判所地区として1973年に国家歴史登録財に指定された。

## 政治
ウースターは市長制を採っている。市長は儀礼的な場で市の代表としての役割を果たす他、市の行政の長であり、市政府各局の管理・監督・人事に責任を負う。また、市長は市の治安維持にも責任を負う。市長は全市からの普通選挙によって選出され、その任期は4年である。
市の立法機関である市議会は7人の議員から成っている。7人のうち4人は市を4つに分けた選挙区から1人ずつ選出され、残り3人は全市から選出される。市議会議長は市議員とは別に、全市から選出される。市議会議長は市議会の本会議すべてに出席するが、有効票が賛否同数の場合を除いて、自身の票を入れることはできない。市長が死亡や辞任等によって不在の場合、もしくは傷病等でその務めを果たすことが不可能な場合は、市議会議員が市長を兼務する。市議員の任期は4年で、2年ごとに半数を改選する。市議会議長の任期は4年で、期間は市長と同一である。

## 経済

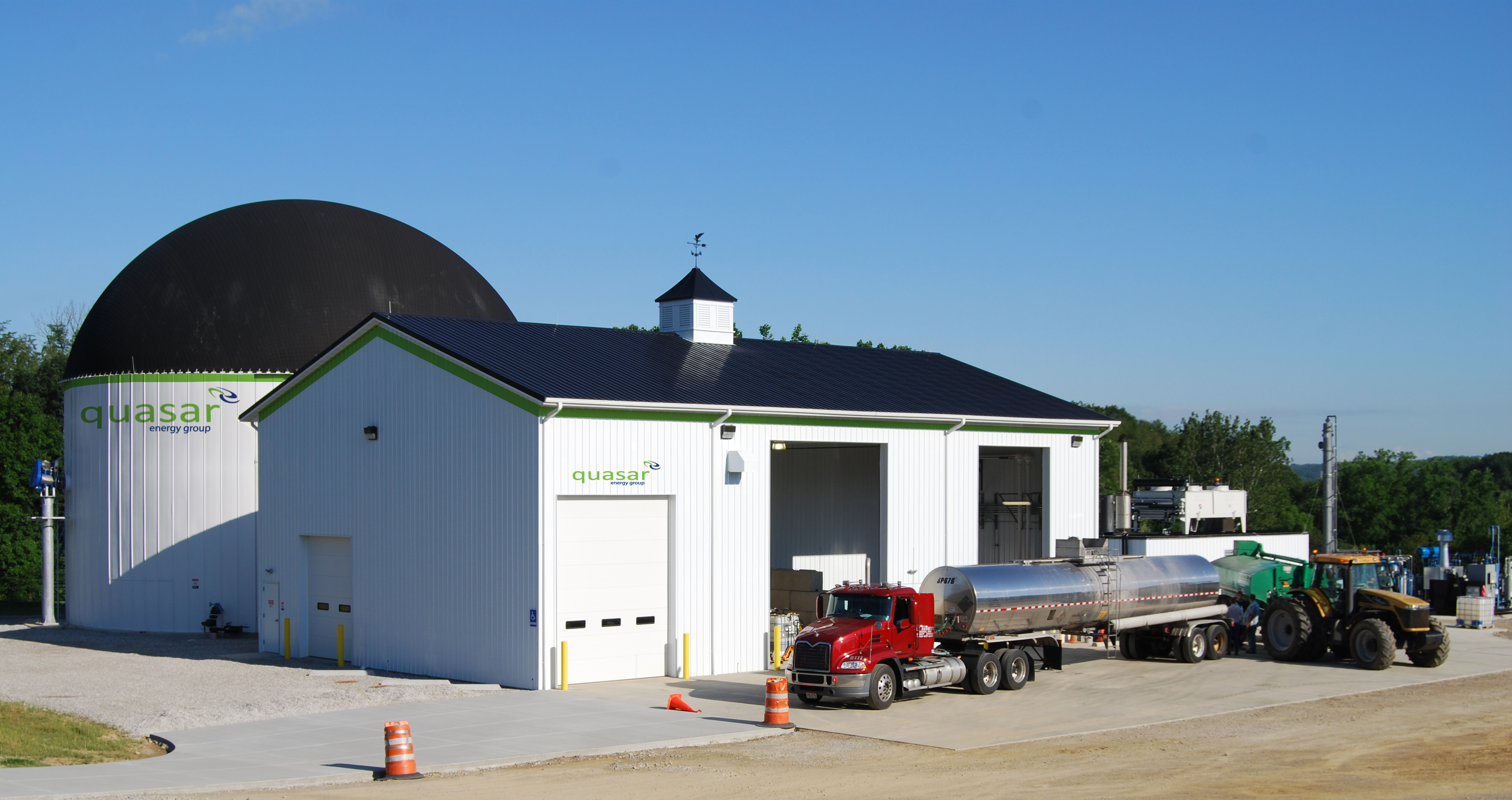
バイオハイオ・リサーチ・パークに立地するクエーサー・エナジー・グループの研究所

ウースターはオハイオ州北東部における農業の中心地である。オハイオ州立大学はウースターに農業技術学校およびオハイオ農業研究開発センターを置いており、その研究成果と知見を地元の農業の発展に役立てると共に、年中行事であるウェイン・カウンティ・フェアでも披露している。ウースターおよび周辺の生徒は4HクラブやFFAなどの活動に参加し、地元農業に貢献すると共に、奨学金を得ている。伝統的な生活を営むアーミッシュのいくつかの農家は、一頭立て四輪馬車でウースターに行商に来る。

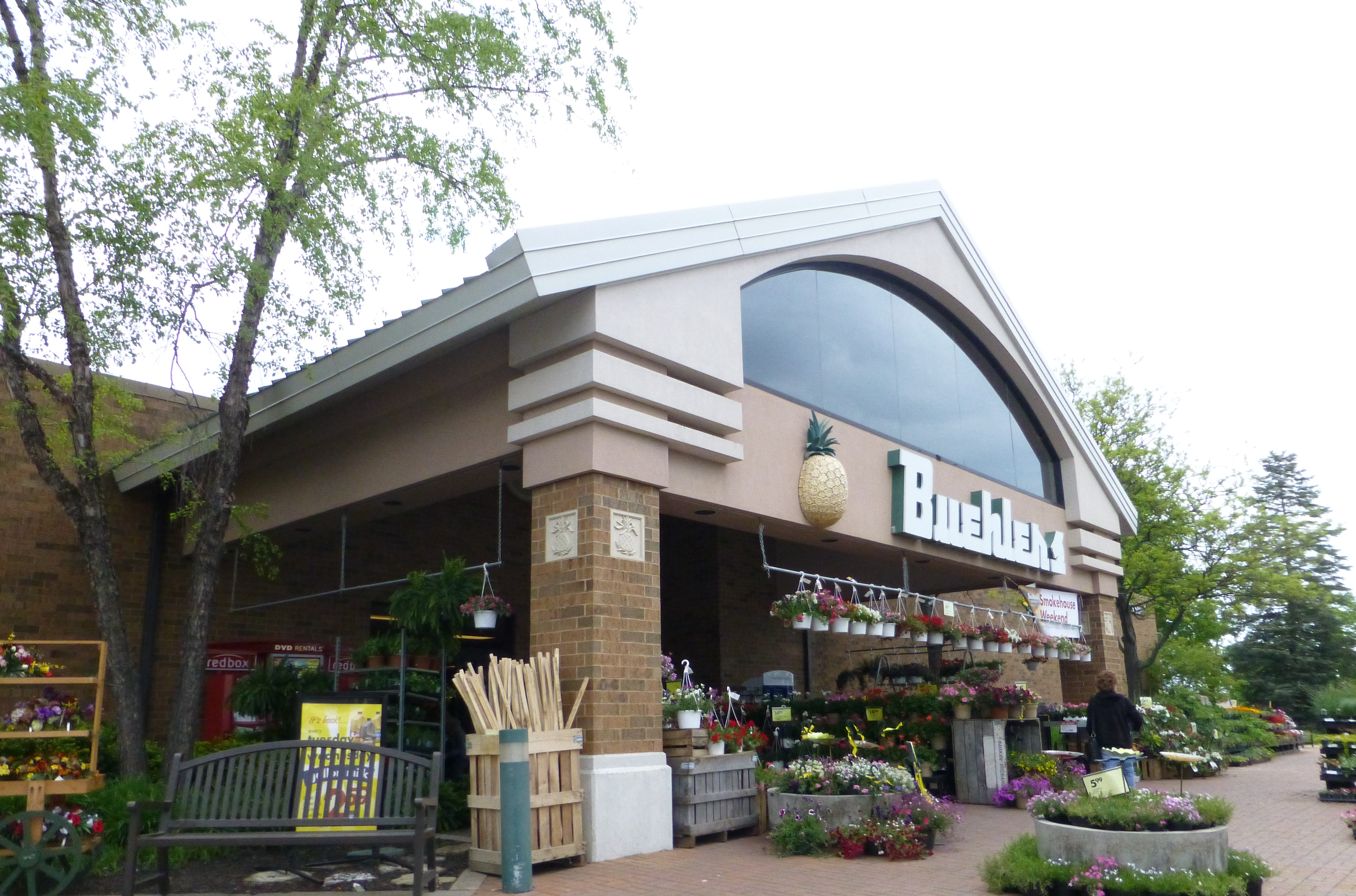
ビューラーズの店舗

ウースターとその周辺の農業は地産地消型の食品産業によっても支えられている。地元農家が生産した作物を中心に販売する食料品店チェーン、ビューラー・フード・マーケッツは、1929年に州東部のニューフィラデルフィアで創業し、1932年にウースターに2号店を開店して以来、本社をウースターに置いている。2010年には、地元で生産された農作物を販売すると共に、地元産の食材を用いた料理を提供する、ローカル・ルーツ・アンド・カフェが市中心部に開店した。また、フリトレーのウースター工場は、フリトレーの傘下に入る以前、1920年代からこの地でポテトチップスを製造してきた。加えて、ウェイン郡がオハイオ州内88郡中最大の生乳生産量を誇り、質の高いクリームが得られることや、東郊のオービルに本社を置くＪ・Ｍ・スマッカーをはじめとする他の食品産業が発展していること、そしてオハイオ農業研究開発センターの存在から、2013年には、テキサス州ガーランド（ダラス・フォートワース郊外）に本社を置く、サワークリームおよびカッテージチーズのメーカーであるデイジー・ブランドが、ウースターに生産拠点を置くことを決定した。
農業や食品産業のみならず、製造業においても、ウースターは州北東部における拠点となっている。1851年に創業した塗装用品メーカーのウースター・ブラッシュは創業以来、本社をウースターに置いている。1918年創業で、ドバイや北京にも進出している消防機材メーカーのアクロン・ブラスもウースターに本社を置いている。チタンやジルコニウムなどの合金を加工するユナイテッド・チタニウムや、同じくチタン合金加工のトライコア・メタルズもウースターに本社を置いている。補助代替コミュニケーション用具メーカーのプレントケ・ロミック・カンパニーも本社をウースターに置いている。また、ドイツのデュアルクラッチトランスミッションメーカー、LuKは在アメリカ合衆国本部をウースターに置いている。
家庭用品メーカーのラバーメイドは、1920年にウースターで創業し、1999年にニューウェルに買収されるまでウースターに本社を置いていた。しかし、2003年にニューウェルがアトランタに本社を移すと共にウースターは物流センターに転用され、その物流センターも2012年に閉鎖された。その後2015年、ラバーメイド本社跡地はアクロンに本社を置く手の消毒剤メーカー、GOJOインダストリーズに買収され、その生産・物流拠点に転用されることになった。
オハイオ農業研究開発センターのキャンパス内には、農業生命科学技術の実用化、および関連ベンチャーの支援を目的としたバイオハイオ・リサーチ・パークが立地している。このバイオハイオ・リサーチ・パーク内には、クリーブランドに本社を置く、バイオマスなどの再利用可能エネルギーの研究・開発を行っているクエーサー・エナジー・グループが研究所を置いている。この他にも、ウースターではその教育・研究水準の高さから、経費管理ソフトウェアのエクスペンスワイアー（2012年にペイチェックス社により買収）、水処理のABSマテリアルズ、ナノ分散技術・ナノ粒子技術の3iソリューションズ等、ハイテクベンチャーが1990年代後半以降生まれてきている。

## 交通
ウースターに最も近い商業空港は、アクロンのダウンタウンから南東へ18km、アクロンとカントンの中間に立地するアクロン・カントン空港（IATA: CAK）で、ウースターの中心部からは東北東へ約50kmである。この空港にはデルタ航空とユナイテッド航空のほか、サウスウエスト航空およびアレジアント航空が就航している。より規模の大きな空港としては、クリーブランドのダウンタウンの南西17kmに立地するクリーブランド・ホプキンス国際空港（IATA: CLE）があり、こちらへはウースターの中心部から北へ約80kmである。ウースター交通局がウースター市内から両空港へシャトルバスを運行している。ウースターの中心部から北東へ11kmにもウェイン郡空港（IATA: BJJ）があるが、規模が小さいゼネラル・アビエーション空港である。
ウースターには州間高速道路は通っていないが、国道30号線が市中心部の南を東西に通っている。国道30号線は、西へはマンスフィールドやライマ都市圏へ、また東へはカントンへと通じている。マンスフィールドではI-71に、カントンではI-77にそれぞれ接続する。
バロン・バスのバスストップは市中心部の北東約5kmにあり、スーパーマーケットに併設されている。このバスストップには、マンスフィールド・コロンバス方面とアクロン・クリーブランド方面を結ぶバスが西行・東行とも1日各1便停車する。また、市中心部およびウースター大学には、コロンバスとウースターとを結ぶゴーバスのバス・ストップが設置されている。このバスはポート・コロンバス国際空港（IATA: CMH）にも停車する。

## 教育

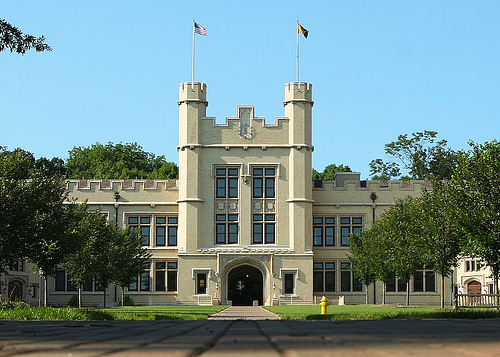
ウースター大学

ウースター大学は市中心部の北東約1.6kmに240エーカー（971,000m2）のキャンパスを構えている。同学は1866年に長老派教会によって創立された私立大学で、創立当初は学部や大学院を増設して総合大学化を図っていたが、1915年に教員の多数決によって、学部教育に専念することを決め、大学院を廃してリベラル・アーツ・カレッジに転向した。同学は約2,000人の学生を抱え、学生対教授の比は11:1という少人数制の教育を行っている。同学は43の専攻プログラムに加えて、副専攻のみのプログラム6つを提供している。同学の特徴的なプログラムとしては、1年次の最初の学期に、「書き」を通じて大学での学問に必要とされる思考力を養うファースト・イヤー・セミナーや、2年次に助手として働き、給与を得ると共に、研究手法を学ぶソフォモア・リサーチ・プログラム、地元企業での研修を通じて生きた応用数学や計算機科学を学ぶ応用数学研究体験（AMRE）、同学での学問の集大成となる4年次の独立研究（卒業論文・卒業制作にあたる）が挙げられる。また、同学は五大湖大学連盟（GLCA）の加盟校として、同じく同連盟の加盟校であるアーラム大学が主催する、早稲田大学との日本研究留学プログラムに参加しており、このプログラムを通じて同学から早稲田大学に留学生を派遣し、また同学に早稲田大学からの留学生を受け入れている。また、2015年には、同学と国際基督教大学との間で交換留学協定が締結された。USニューズ&ワールド・レポートの大学ランキングでは、同学は全米のリベラル・アーツ・カレッジの中で上位60位前後に入る評価を受けている。また、後期ゴシック・リバイバル建築様式の校舎が建ち並ぶ同学のキャンパスは、1980年に国家歴史登録財に指定された。
市中心部から南へ約3kmには、オハイオ州立大学の農業技術学校（ATI）のキャンパスが広がっている。ATIは1969年に、オハイオ州立大学食物・農学・環境科学部の、準学士の学位を授与する分校として設置された学校である。ATIは教室に加えて、温室や農場、肉牛舎、乳牛舎などを有しており、理論・実践の両方での学びを提供している。ATIは高校を卒業していれば誰でも入学できる、オープン・アドミッションという方式を採っている。オハイオ州立大学の4つの地方キャンパス（ライマ、マンスフィールド、マリオン、ニューアーク）と同様に、ATIで科目を取り始め、最終的には学部に170以上の専攻プログラムを有するコロンバスの本校で修了・卒業することができる。しかし、4つの地方キャンパスとは異なり、ATIは応用科学の準学士の学位を授与する職業学校として、およびオハイオ州内の他の4年制大学に編入可能な一般教養科目の単位を与えるコミュニティ・カレッジとしての機能も併せ持っている。
農業技術学校の北隣には、同じくオハイオ州立大学のオハイオ農業研究開発センター（OARDC）のキャンパスが広がっている。OARDCは1882年にコロンバスの本校キャンパス内で創設され、1892年にウースターに移設されたオハイオ農業実験所を前身とする研究所である。OARDCは特に、先進バイオエネルギー・バイオ製品、環境品質・持続可能性、および食の安全・生産・人間健康の3分野の研究に注力している。
ウースターにおけるK-12課程はウースター市学区の管轄下にある公立学校によって支えられている。同学区は小学校4校、中学校1校、および高校1校を抱えている。
ウェイン郡公共図書館はウースターの中心部に本館および管理棟を置いている。本館内には系図・郷土史部門も置かれている。このほか、同館は郡内6ヶ所に支館を置いている

## 文化と名所

### 芸術

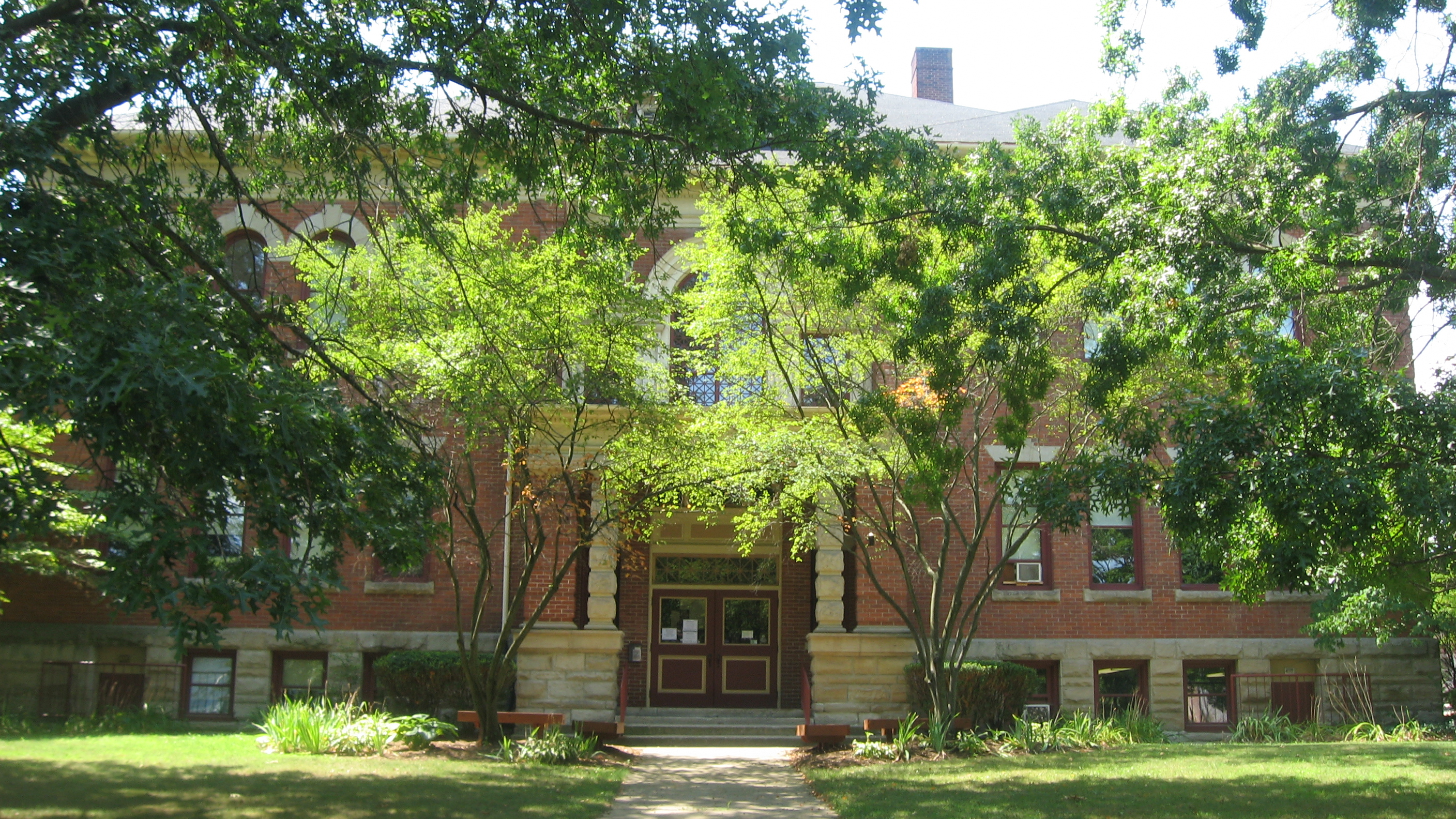
ウェイン芸術センター

市の中心部に立地するウェイン芸術センターは、ウースターのみならず、ウェイン郡全体の芸術の中心となっている。同センターは絵画、彫刻、陶芸、写真など幅広い分野にわたる芸術作品を展示し、無料で一般公開しているのみならず、地元住民が実際に芸術作品を制作するワークショップを開催している。同センターは1973年にウースター大学で発足し、廃校となった旧ウォルナット・ストリート小学校校舎に1983年に移転、転用して、現在に至っている。同センターの建物は、1984年に国家歴史登録財に指定された。
ウースター大学はウースターの文化の中心としての役割も担っている。キャンパス内に立地するウースター大学美術館（CWAM）は、国内外の現代芸術家の手による作品のほか、同学の教員や学生の作品も展示し、学期中無料で一般公開している。同館最大の常設収蔵品は、1968年に同館に寄贈されたジョン・テイラー・アームズ版画コレクションで、エドワード・ホッパー、ウィンスロー・ホーマー、アルブレヒト・デューラー、ケーテ・コルヴィッツらの作品の複製を含む、5,000点以上の作品から成っている。また、同館はアフリカ芸術、中東の陶芸、中国および日本の芸術作品も収蔵している。

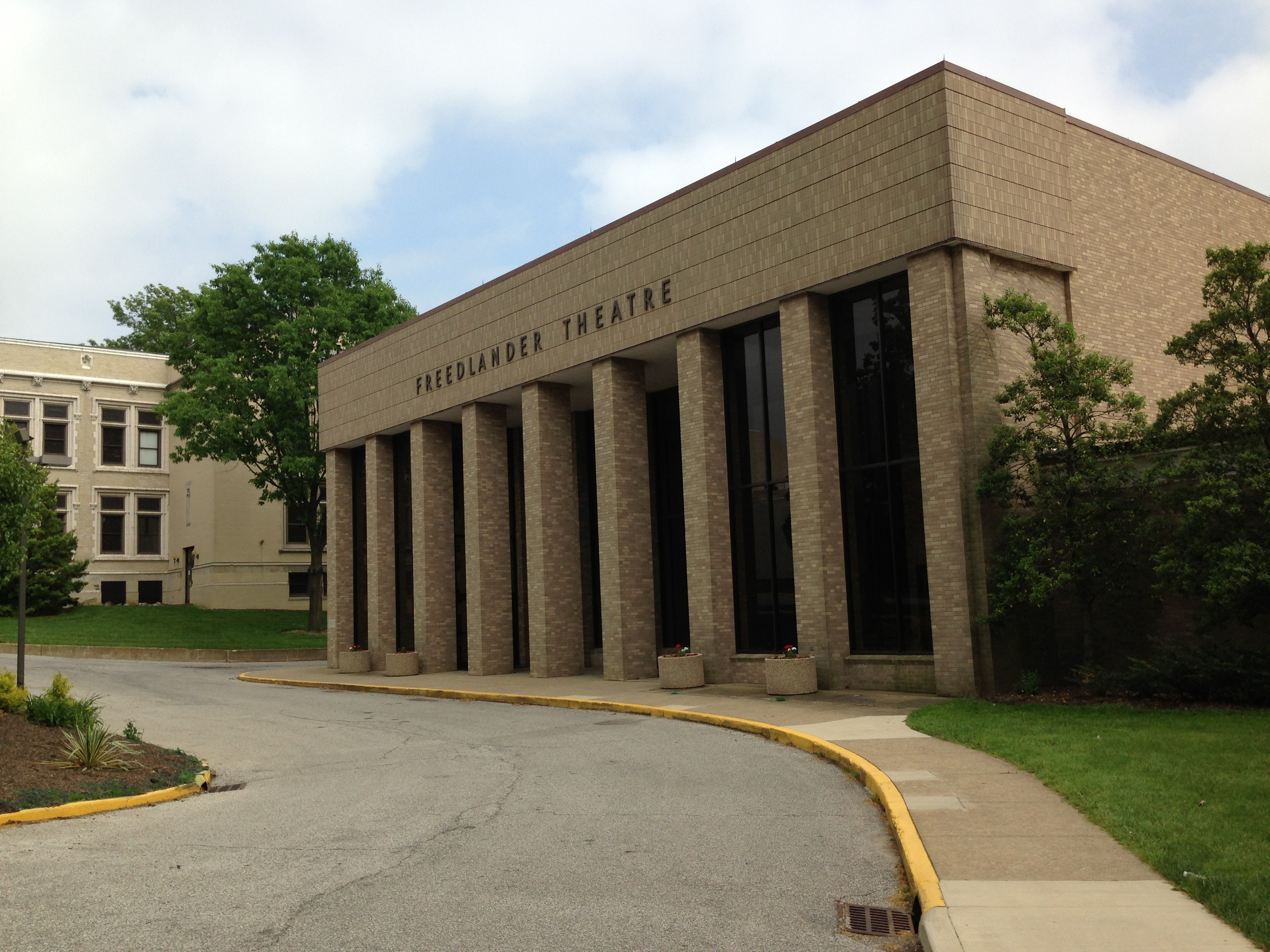
フリードランダー・シアター

同じくウースター大学のキャンパス内に立地するフリードランダー・シアターは、オハイオ・ライト・オペラの本拠地となっている劇場である。オハイオ・ライト・オペラは1979年に設立された歌劇団で、ギルバート・アンド・サリヴァンなど、19世紀後半から20世紀初頭にかけてのライト・オペラ（コミック・オペラ）やオペレッタ作品を主に上演している。
ウースター交響楽団は、1915年にウースター大学のバイオリン教授が創設し、以来同学の音楽教育の一環として運営されてきた、オハイオ州では2番目に長い歴史を持つオーケストラである。同楽団を構成する60-70人の楽団員は、学生の中からオーディションで選抜される。同楽団は年4回の定期演奏会を行っており、バロック音楽から現代音楽に至るまで幅広いジャンルの楽曲を演奏している。

### 公園とレクリエーション

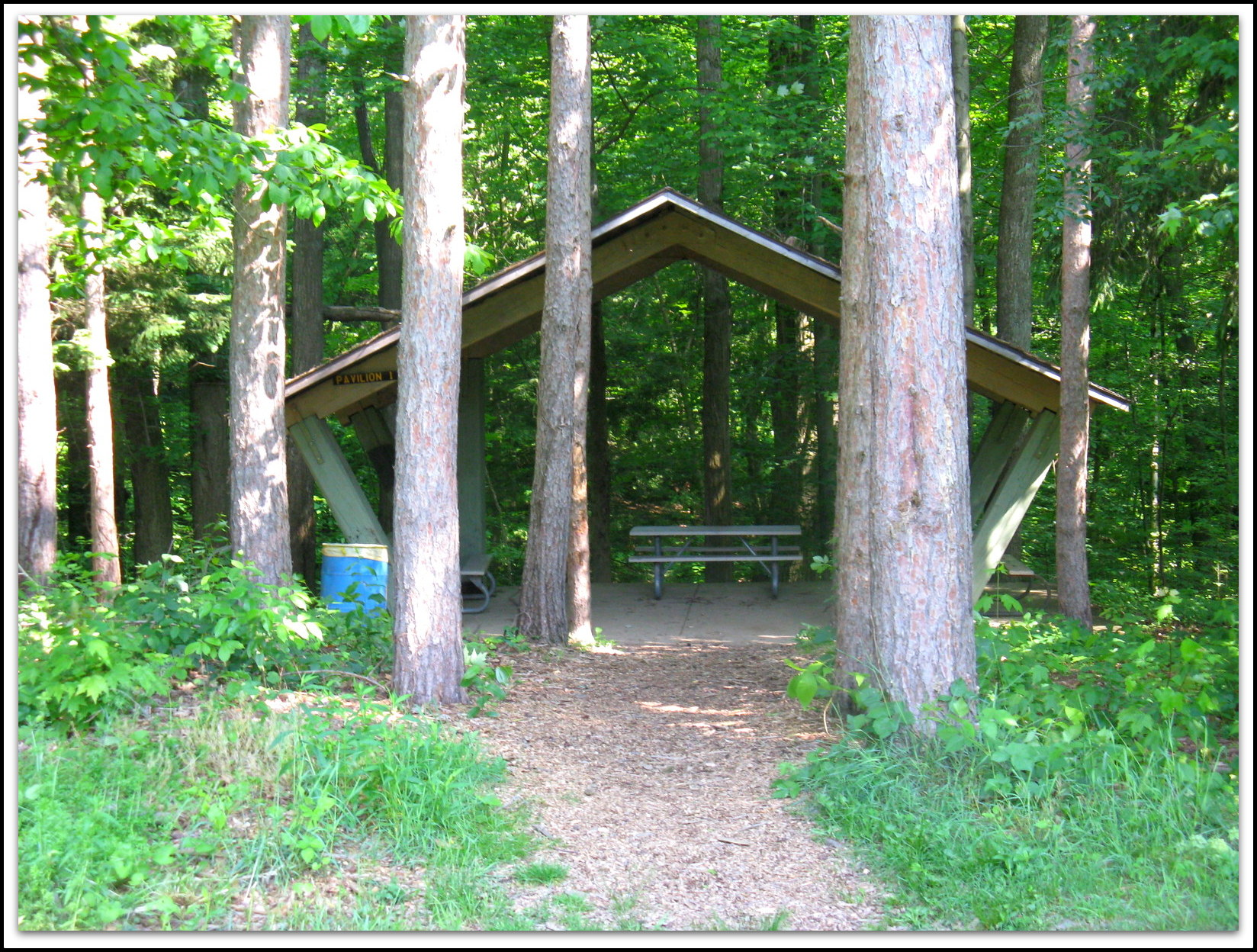
ウースター記念公園

ウースター市内には、市のレクリエーション局が運営する大小14の公園が設けられている。中でも最大のものは、市の中心部から西へ約8km、アシュランド・ロード（国道250号線）沿いに広がる、320エーカー（1,300,000m2）を超える広さを誇るウースター記念公園である。地元ではスパングラー公園とも呼ばれるこの公園は、広大な園内に広がる森の中に張り巡らされた、総延長約15kmに及ぶ遊歩道を有し、地元では格好のハイキングの場になっている。市中心部の南に立地するシェリン公園は、14.65エーカー（59,000m2）の園内に2面のソフトボール場を有し、冬季にはスケートリンクも開かれる、運動公園としての役割を担っている。シェリン公園の南、マスが泳ぐアップル・クリーク沿いに広がるグロスジーン公園は、フライ・フィッシングのメッカとなっている。
オハイオ農業研究開発センターのキャンパス北東側はセクレスト植物園となっている。同園はもともと1908年に、世界の多様な樹木を植樹し、研究するために、オハイオ農業実験所の一角に設けられたものであった。同園内には「伝説とロマンスのバラ園」と名付けられたバラ園や、テーマに沿った庭園群、野外劇場、州の木であるトチノキの森などが設けられている。

## 人口推移
以下にウースター市における1810年から2010年までの人口推移を表およびグラフでそれぞれ示す。
| 統計年 | 人口     |
| ------ | -------- |
| 1810年 | 291人    |
| 1820年 | 467人    |
| 1830年 | 977人    |
| 1840年 | 1,913人  |
| 1850年 | 2,797人  |
| 1860年 | 3,361人  |
| 1870年 | 5,419人  |
| 1880年 | 5,840人  |
| 1890年 | 5,901人  |
| 1900年 | 6,063人  |
| 1910年 | 6,136人  |
| 1920年 | 8,204人  |
| 1930年 | 10,742人 |
| 1940年 | 11,543人 |
| 1950年 | 14,005人 |
| 1960年 | 17,046人 |
| 1970年 | 18,703人 |
| 1980年 | 19,273人 |
| 1990年 | 22,191人 |
| 2000年 | 24,811人 |
| 2010年 | 26,119人 |

## 同市出身の著名人
| コンプトン兄弟左: カール・コンプトン / 右: アーサー・コンプトン  |  | コンプトン兄弟左: カール・コンプトン / 右: アーサー・コンプトン |
| コンプトン兄弟 左: カール・コンプトン / 右: アーサー・コンプトン |  |                                                                 |

ウースターは長男カール、次男ウィリアム、三男アーサーのコンプトン三兄弟を生んだ地である。3人は長老派教会の牧師、およびウースター大学の学長で、同学の物理学教授でもあった父エリアスと、母オテリアとの間の子である。兄弟は3人ともウースター大学にで学部教育を受け、プリンストン大学の大学院で博士の学位を取得した。その後、カールはプリンストン大学で物理学の教授を経て、マサチューセッツ工科大学の学長となった。ウィリアムは経済学講師から実業界、連邦政府を経て、ワシントン州立大学の学長になった。アーサーはシカゴ大学の教授となり、1927年にコンプトン効果の発見でノーベル物理学賞を受賞、第二次世界大戦中は原子爆弾の開発を主導し、戦後はセントルイス・ワシントン大学の学長になった。

## 姉妹都市
ウースターは以下1都市と姉妹都市提携を結んでいる。
- コッレピエトロ（イタリア）[69][70]

## 註
1. 1 2  American FactFinder. U.S. Census Bureau. 2011年2月4日.
2. 1 2  Wooster, Ohio. Ohio History Central. 2015年10月11日閲覧.
3. 1 2  History. Main Street Wooster. 2015年10月11日閲覧.
4. 1 2  College of Wooster. Ohio History Central. 2015年10月11日閲覧.
5. 1 2  Whitmoyer, R. E. A Brief History of OARDC. Ohio State University, Ohio Agricultural Research and Development Center. 2015年10月15日閲覧.
6. ↑  Bork, K. B. and R. J. Malcuit. " Paleoenvironments of the Cuyahoga and Logan Formations (Mississippian) of central Ohio". Geological Society of America Bulletin. Vol.90. pp.89-113. 1979年. doi: 10.1130/0016-7606(1979)90<1091:potcal>2.0.co;2.
7. 1 2  Historical Weather for Wooster, Ohio, United States of America. Weatherbase.com. 2015年10月11日閲覧.
8. 1 2 3  OHIO - Wayne County. National Register of Historic Places. 2015年10月11日閲覧.
9. ↑  "Article III - The Mayor". Charter of the City of Wooster, Ohio. City of Wooster. 1972年5月2日.
10. ↑  "Article II - The Council". Charter of the City of Wooster, Ohio. City of Wooster. 1972年5月2日.
11. ↑  Wayne County 4-H youth earn scholarships. The Daily Record. 2015年9月11日. 2015年10月13日閲覧.
12. ↑  Our History. Buehler Food Markets. 2015年10月13日閲覧.
13. ↑  Growing Local Roots - Our History. Local Roots Market & Cafe. 2015年10月13日閲覧.
14. ↑  Huszai, Steven F. Frito-Lay Wooster's top business. The Daily Record. 2014年1月12日. 2015年10月13日閲覧.
15. ↑  Warren, Bobby. Daisy plants itself in Wooster. The Daily Record. 2013年6月25日. 2015年10月13日閲覧.
16. ↑  Byard, Katie. Daisy Brand plans groundbreaking for new plant in Wooster. Akron Beacon Journal. 2014年5月9日. 2015年10月13日閲覧.
17. ↑  Our Company. Wooster Brush Company. 2015年10月13日閲覧.
18. ↑  About Akron Brass. Akron Brass. 2015年10月13日閲覧.
19. ↑  About Us. United Titanium. 2015年10月13日閲覧.
20. ↑  About Us. Tricor Metals. 2015年10月13日閲覧.
21. ↑  International Distributors. Prentke Romich Company. 2015年10月13日閲覧.
22. ↑  LuK USA LLC. Schaeffler. 2015年10月13日閲覧.
23. ↑  Lin-Fisher, Betty. Rubbermaid to close Wooster distribution center. Akron Beacon Journal. 2011年11月29日. 2015年10月13日閲覧.
24. ↑  GOJO expanding manufacturing and distribution in former Rubbermaid building. The Daily Record. 2015年5月29日. 2015年10月13日閲覧.
25. ↑  About Us. BioHio Research Park. 2015年10月13日閲覧.
26. ↑  Building an Industry with OARDC. Quasar Energy Group. 2015年10月13日閲覧.
27. ↑  Paychex Acquires ExpenseWire. Paychex. 2012年12月3日. 2015年10月13日閲覧.
28. ↑  About ABS Materials, Inc. ABS Materials. 2015年10月13日閲覧.
29. ↑  About 3i. 3i Ingredient Innovations International. 2015年10月13日閲覧.
30. ↑  Akron-Canton Rgn'l. (Form 5010) Airport Master Record. Federal Aviation Administration. 2015年10月15日. 2015年10月14日閲覧.
31. ↑  Airlines, Route Map. Akron-Canton Airport. 2015年10月14日閲覧.
。ニューヨークへはラガーディア空港とニューアーク・リバティー国際空港の2空港への便が就航している。
32. ↑  Cleveland Hopkins Int'l. (Form 5010) Airport Master Record. Federal Aviation Administration. 2015年10月15日. 2015年10月14日閲覧.
33. ↑  Airport Transportation Service. Wooster Transit. 2015年10月14日閲覧.
34. ↑  Wayne County. (Form 5010) Airport Master Record. Federal Aviation Administration. 2015年10月15日. 2015年10月14日閲覧.
35. ↑  Bus Stop Locations. Barons Bus. 2015年10月14日閲覧.
36. ↑  Columbus-Wooster Stop Locations. GOBUS. 2015年11月2日閲覧.
37. 1 2  Fast Facts. College of Wooster. 2015年10月15日閲覧.
38. ↑  Areas of Study. College of Wooster. 2015年10月15日閲覧.
39. ↑  First-Year Seminar. College of Wooster. 2015年10月15日閲覧.
40. ↑  Sophomore Research Program. College of Wooster. 2015年10月15日閲覧.
41. ↑  AMRE. College of Wooster. 2015年10月15日閲覧.
42. ↑  Independent Study. College of Wooster. 2015年10月15日閲覧.
43. ↑  Our Colleges. Great Lakes Colleges Association. 2016年1月2日閲覧.
44. ↑  Japan Study. College of Wooster. 2015年10月15日閲覧.
45. ↑  Japan Study. Earlham College. 2020年2月3日閲覧.
46. ↑  協定校リスト. 早稲田大学. 2015年10月15日閲覧.
47. ↑  ニュース: 米国ウースター大学と学生交換留学協定を締結しました. 国際基督教大学. 2015年6月9日. 2015年10月15日閲覧.
48. ↑  Best Colleges 2016: National Liberal Arts College Rankings. p.6. U.S. News & World Report. 2015年. 2015年10月15日閲覧.
2016年版（2015年発行）では61位であった。
49. ↑  Ohio State ATI History. Ohio State University Agricultural Technical Institute. 2015年10月15日閲覧.
50. ↑  Learn by Doing, Students in Action.  Ohio State University Agricultural Technical Institute. 2015年10月15日閲覧.
51. ↑  About Us. Ohio State University Agricultural Technical Institute. 2015年10月15日閲覧.
52. ↑  Signature Areas. Ohio Agricultural Research and Development Center, Ohio State University. 2015年10月15日閲覧.
53. ↑  Hours and Contact Information. Wayne County Public Library. 2015年10月15日閲覧.
54. ↑  Exhibitions. Wayne Center for the Arts. 2015年10月16日閲覧.
55. ↑  Workshops. Wayne Center for the Arts. 2015年10月16日閲覧.
56. ↑  About. Wayne Center for the Arts. 2015年10月16日閲覧.
57. ↑  About. College of Wooster Art Museum. 2015年10月16日閲覧.
58. ↑  Permanent Collections. College of Wooster Art Museum. 2015年10月16日閲覧.
59. ↑  Our Mission/History. Ohio Light Opera, College of Wooster. 2015年10月16日閲覧.
60. ↑  Wooster Synphony Orchestra. College of Wooster. 2015年10月16日閲覧.
61. ↑  Parks. City of Wooster. 2015年10月16日閲覧.
62. ↑  Wooster Memorial - "Spangler Park", Park Map. City of Wooster. 2015年9月. 2015年10月16日閲覧.
63. ↑  Shcellin Park, Park Map. City of Wooster. 2015年10月16日閲覧.
64. ↑  Grosjean Park. City of Wooster. 2015年10月16日閲覧.
65. ↑  History. Secrest Arboretum, Ohio Agricultural Research and Development Center, Ohio State University. 2015年10月16日閲覧.
66. ↑  Arboretum Map. Secrest Arboretum, Ohio Agricultural Research and Development Center, Ohio State University. 2015年10月16日閲覧.
67. ↑  Gibson, Campbell. Population of the 100 Largest Cities and Other Urban Places in the United States: 1790 to 1990. US Census Bureau. 2005年.
68. ↑  Leitch, Alexander. The Compton Brothers. Princeton University Press. 1978年. 2015年10月17日閲覧.
69. ↑  City Council Agenda. City of Wooster. 2012年10月1日. 2015年10月11日閲覧.
70. ↑  Gasbarre, Ann. Collepietro, Italy, Wooster's 'sister city,' began with a castle. The Daily Record. 2014年8月3日. 2015年10月11日閲覧.